# Феррер, Хосе
Хосе Феррер (исп. José Ferrer, 8 января 1912, округ Сан-Хуан, Пуэрто-Рико — 26 января 1992, Корал-Гейблс, США) — пуэрториканский актёр и режиссёр. Стал первым латиноамериканским актёром, получившим премию «Оскар».

## Биография
Хосе Феррер родился в городе Сан-Хуан, Пуэрто-Рико в семье поверенного. В 1933 году успешно окончил Принстонский университет, защитив дипломную работу на тему «Французский натурализм и Пардо Басан». Он являлся членом университетского театрального клуба «Принстонский треугольный клуб», участвуя в спектаклях вместе с такими актёрами как Джеймс Стюарт и Джошуа Логан.
Хосе Феррер впервые появился на театральных подмостках Бродвея в 1935 году. Начав с небольших ролей, Феррер довольно скоро стал одним из лидирующих актёров. В 1940 году он сыграл главную роль в бродвейской комедии «Тётушка Чарли». Затем получил роль Яго в бродвейской постановке «Отелло» в 1943 году. Роль Отелло исполнил Поль Робсон, а Дездемоны — Ута Хаген, первая жена Феррера. Это была самая продолжительная по времени показа постановка пьесы Шекспира в США, до сих пор существует запись этого спектакля. Его режиссёрские работы на Бродвее включают спектакли «Шрайк», «Шталаг 17», «Кровать с пологом на четырёх ножках», «Двадцатый век», «Кармелина», My Three Angels и The Andersonville Trial.
Лучшей ролью Феррера в театре стала роль Сирано де Бержерака в одноимённом спектакле на Бродвее в 1946 году. Феррер боялся провала этой пьесы, поставленной режиссёром Мелом Феррером, его однофамильцем, и обратился к Джошуа Логану, режиссёру «Тётушки Чарли» с просьбой отредактировать пьесу. Однако Логан предложил сделать это самому Ферреру. В бродвейском сезоне 1946—1947 годов спектакль «Сирано де Бержерак» пользовался огромным успехом у публики. Роль Сирано принёсла Ферреру его первую награду — премию «Тони» за лучшую мужскую роль в пьсе, которую он разделил с Фредриком Марчем, сыгравшем в автобиографической пьесе Рут Гордон «Актриса».
Затем он повторил эту же роль на сцене нью-йоркского театра New York City Center, являясь одновременно и режиссёром данного спектакля в 1953 году, а позднее в двух фильмах: «Сирано де Бержерак» (1950) по пьесе Эдмона Ростана режиссёра Майкла Гордона, принесшего Ферреру «Оскара» и французском фильме «Сирано и Д’Артаньян» режиссёра Ганса Абеля. Всего за несколько недель до получения «Оскара» он предстал перед Комиссией по расследованию антиамериканской деятельности по обвинению в коммунизме, что Феррер отрицал, и его карьера не пострадала. Трое других его коллег, связанных с фильмом: сценарист Карл Форман, режиссёр Майкл Гордон и актёр Моррис Карновски были занесены в так называемый «Чёрный список Голливуда». Он также сыграл роль Сирано в двух телевизионных сериалах The Philco Television Playhouse в 1949 году и Producers’ Showcas в 1953 году. За эти две постановки он получил номинации на премию «Эмми».
Дебют Хосе Феррера в кино состоялся в 1948 году в историческом фильме «Жанна д’Арк» . Он сыграл слабовольного дофина Карла в паре с Ингрид Бергман (Жанна д’Арк). Затем последовали главные роли в фильмах «Водоворот» (1949) вместе с Джин Тирни и «Кризис» (1950) с Кэрри Грантом. В 1952 году на экраны выходит фильм режиссёра Джона Хьюстона «Мулен Руж».
Хосе Феррер сыграл священника Дэвидсона в фильме «Мисс Сэди Томпсон» (1953), ремейке фильма «Дождь» (1932), совместно с актрисой Ритой Хейворт. Затем роль лейтенанта Барни Гринвальда в фильме «Бунт на „Кейне“» (1954) и композитора Зигмунда Ромберга в музыкальном фильме компании «Metro-Goldwyn-Mayer» «Глубоко в моём сердце» (1954). В 1955 Феррер одновременно актёр и режиссёр в киноверсии спектакля The Shrike с Джун Эллисон. В 1956 году на экраны вышли фильмы «Герои утлых суденышек» и «Великий человек», а в 1958 году — «Я обвиняю!» и «Высокая цена любви», в которых Феррер является и актёром, и режиссёром. Из них наибольшее признание получила в чём-то напоминавшая знаменитого «Гражданина Кейна» Орсона Уэллса драма «Великий человек», в которой он был занят не только как актёр и режиссёр, но и как сценарист-соавтор. Ещё одна его исключительно режиссёрская работа — фильм «Возвращение в Пейтон-Плейс» (1961) и неудачный ремейк фильма «Ярмарка штата» (1962), положивший конец его режиссёрской карьере.
Другие примечательные роли Феррера включают роль турецкого бея в фильме «Лоуренс Аравийский» (1962), роль Ирода Антипы в библейском эпосе «Величайшая из когда-либо рассказанных историй» (1965), нациста в «Корабль дураков», чванливого профессора в комедии Вуди Аллена «Комедия секса в летнюю ночь» (1982), вероломного профессора Силетски в ремейке «Быть или не быть» (1983) и падишах-императора Шаддама Коррино IV в фильме «Дюна» (1984).
В 1985 году Феррер стал первым актёром в США, награждённым Национальной медалью за искусства. Также он имеет звезду на голливудской «Аллее славы».

## Личная жизнь
Первой женой Феррера в течение десяти лет была известная актриса и театральный педагог Ута Хаген (1938—1948), в этом браке родилась дочь Летиция Феррер.
Второй женой Феррера стала танцовщица и актриса Филлис Хилл (1948—1953). В третьем браке с эстрадной певицей Розмари Клуни (тётей актера Джорджа Клуни) появились сразу пятеро детей, двое из которых: Мигель и Рафаэль стали впоследствии актёрами, а Габриэль женился на певице Дебби Бун, дочери Пэта Буна. Хосе Феррер и Розмари Клуни поженились в 1953 году, развелись в 1961 году и вновь поженились в 1964 году, чтобы окончательно расстаться через три года.
Незадолго до своей смерти Феррер женился на Стелле Маги, с которой он познакомился ещё в конце 1960-х годов.
В 1992 году Феррер скоропостижно скончался от рака толстой кишки в городе Корал-Гейблс, Флорида, и был похоронен на его родине, в городе Сан-Хуан в Пуэрто-Рико.
Хосе Феррер также приходился двоюродным братом первой ракетке мира в женском парном разряде Джиджи Фернандес.

## Фильмография
| Год       |    | Русское название                              | Оригинальное название          | Роль                        |
| --------- | -- | --------------------------------------------- | ------------------------------ | --------------------------- |
| 1948      | ф  | Жанна д’Арк                                   | Joan of Arc                    | дофин Карл                  |
| 1950      | ф  | Водоворот                                     | Whirlpool                      | Дэвид Корво                 |
| 1950      | ф  | Тайная ярость                                 | The Secret Fury                | Хосе                        |
| 1952      | ф  | Мулен Руж                                     | Moulin Rouge                   | Анри де Тулуз-Лотрек        |
| 1953      | ф  | Мисс Сэди Томпсон                             | Miss Sadie Thompson            | Альфред Дэвидсон            |
| 1954      | ф  | Бунт на «Кейне»                               | The Caine Mutiny               | лейтенант Барни Гринуолд    |
| 1954      | ф  | Глубоко в моём сердце                         | Deep in My Heart               | Зигмунд Ромберг             |
| 1962      | ф  | Лоуренс Аравийский                            | Lawrence of Arabia             | турецкий бей                |
| 1964      | ф  | Сирано и д’Артаньян                           | Cyrano et d’Artagnan           | Сирано де Бержерак          |
| 1964      | с  | Моя жена меня приворожила                     | Bewitched                      | рассказчик                  |
| 1965      | ф  | Величайшая из когда-либо рассказанных историй | The Greatest Story Ever Told   | Ирод Антипа                 |
| 1965      | ф  | Корабль дураков                               | Ship of Fools                  | Рибер                       |
| 1974      | с  | Коломбо                                       | Columbo                        | доктор Маршалл Кэхилл       |
| 1976      | ф  | Большой автобус                               | The Big Bus                    | Железный Человек            |
| 1976      | ф  | Путешествие проклятых                         | Voyage of the Damned           | Мануэль Бенитес             |
| 1976—1978 | с  | Старски и Хатч                                | Starsky & Hutch                | Безумный Джо Форчун         |
| 1977      | ф  | Часовой                                       | The Sentinel                   | священник братства          |
| 1978      | ф  | Федора                                        | Fedora                         | доктор Вандо                |
| 1978      | ф  | Рой                                           | The Swarm                      | доктор Эндрюс               |
| 1978      | ф  | Возвращение капитана Немо                     | The Return of Captain Nemo     | капитан Немо                |
| 1979      | с  | Непридуманные истории                         | Tales of the Unexpected        | Карлос                      |
| 1979      | ф  | Аэропорт-79: «Конкорд»                        | The Concorde… Airport ‘79      | суперинтендат Морабито      |
| 1980      | ф  | Большая драка                                 | Battle Creek Brawl             | Доминичи                    |
| 1981      | с  | Частный детектив Магнум                       | Magnum, P.I.                   | Роберт Кейн                 |
| 1981      | тф | Берлинский тоннель номер 21                   | Berlin Tunnel 21               | Комански                    |
| 1981—1986 | с  | Лодка любви                                   | The Love Boat                  | Дик Доннер / Саймон Бек     |
| 1982      | ф  | Комедия секса в летнюю ночь                   | A Midsummer Night’s Sex Comedy | Леопольд                    |
| 1983      | с  | Другой мир                                    | Another World                  | Рубен Марино                |
| 1983      | ф  | Быть или не быть                              | To Be or Not to Be             | профессор Силетски          |
| 1984      | с  | Отель                                         | Hotel                          | Алекс Хафф                  |
| 1984      | ф  | Зло, творимое людьми                          | The Evil That Men Do           | доктор Гектор Ломелин       |
| 1984      | ф  | Дюна                                          | Dune                           | падишах-император Шаддам IV |
| 1984      | с  | Она написала убийство                         | Murder, She Wrote              | Калиостро                   |
| 1988      | с  | Улица Сезам                                   | Sesame Street                  | Тио Хосе                    |
| 1988      | с  | Мэтлок                                        | Matlock                        | Николас Бэрон               |

## Награды и номинации
| Награда        | Год  | Категория                                     | Название работы      | Результат |
| -------------- | ---- | --------------------------------------------- | -------------------- | --------- |
| Оскар          | 1949 | Лучшая мужская роль второго плана             | Жанна д’Арк          | Номинация |
| Оскар          | 1951 | Лучшая мужская роль                           | Сирано де Бержерак   | Победа    |
| Оскар          | 1953 | Лучшая мужская роль                           | Мулен Руж            | Номинация |
| Золотой глобус | 1951 | Лучшая мужская роль в драматическом фильме    | Сирано де Бержерак   | Победа    |
| BAFTA          | 1951 | Лучший иностранный актёр                      | Бунт на «Кейне»      | Номинация |
| Эмми           | 1951 | Лучший актёр                                  | н/д                  | Номинация |
| Эмми           | 1956 | Лучшая мужская роль в мини-сериале или фильме | Продюсерская витрина | Номинация |
| Тони           | 1947 | Лучшая мужская роль в пьесе                   | Сирано де Бержерак   | Победа    |
| Тони           | 1952 | Лучшая мужская роль в пьесе                   | Шрайк                | Победа    |